# ألونسو دي سوتومايور
ألونسو دي سوتومايور (بالإسبانية: Alonso de Sotomayor y Valmediano) هو مستكشف إسباني، ولد في 1545 في ترجالة في إسبانيا، وتوفي في 1610 في إسبانيا.